# Верхневилюйский улус
Верхневилю́йский улу́с (район) (якут. Үөһээ Бүлүү улууһа) — административно-территориальная единица (улус или район) и муниципальное образование (муниципальный район) в Республике Саха (Якутия) Российской Федерации.
Административный центр — село Верхневилюйск.

## География
Граничит на севере с Оленёкским, на северо-востоке с Вилюйским, на юго-востоке с Горным, на юге с Олекминским, на юго-западе с Сунтарским, на западе с Нюрбинским улусами. Площадь территории района — 42 050 км².
Расположен на среднем течении реки Вилюй. Большие притоки, протекающие по территории улуса: Чыбыда, Тюкэн, Тонгуо. Как и большинство территории северной и центральной Якутии, лежит в области «вечной мерзлоты». Климат резко континентальный, зимой температура доходит до 60 градусов ниже нуля по Цельсию, летом — до +33..

## История
XVII век — начало XX века
В письменных источниках впервые упоминается в связи с приходом русских казаков на берега Вилюя в начале XVII века. Мангазейские казаки во главе с Воином Шаховым поставили т. н. Верхневилюйское зимовье на левом берегу Вилюя, в месте впадения реки Тюкэн. В 60-х годах XVII века на этом месте была церковь, комиссарство, казначейство и 7 жилых домов.
В 1770 году управляющий Верхневилюйским зимовьем Иван Аргунов пишет ходатайство в Якутскую воеводскую канцелярию о переносе зимовья на 45 км ниже, на правый берег Вилюя в местность Ёлённёх (это ниже на 30 км от нынешнего расположения с. Верхневилюйск). 29 ноября 1770 года вышел приказ о переносе. На новом месте поселению дали название Оленск. А 1783 году зимовье стало центром Оленского уезда и получило статус города. В 1771 году на территории зимовья было 9 волостей: Ботулинская, 3 Бордонских, 3 Жарханских, Нерюктяйский и Чочунский. После 1771 года произошло деление на три административные единицы (улусы) Верхневилюйский, Средневилюйский и Сунтарский. В 1808 году в Верхневилюйском улусе было 14 волостей, в 1817 — 13: два Жарханских, два Бордонских, два Едюгейских, Чочунский, Нам, Оргет, Ботулу, Мэйик, Ёдей, Хангалас. В Средневилюйском улусе в 1808 году было 12, в 1820 — 13 волостей: три Тогусских, 2 Кырыкыйских, Модут, Тыайа, Мукучу, Лючюн, Жемкон, Оргет, Куокуй. В Сунтарском улусе в 1796 году было 8, годах 9 волостей.
Верхневилюйский улус в 1824 году разделили ещё на две административные единицы: на собственно Верхневилюйский улус (осталось 5 волостей) и Мархинский (нынешняя территория Нюрбинского улуса. К 1835 году в улусе уже 10 волостей: Мэйик, Нам, Ботулу, 2 Едюгейских, 2 Хоринских, Чочу, Орге́т, Халбакы. С 1790 по 1800 годы одновременно использовались названия волость и наслег, с 1840 года в архивных документах упоминается только «наслег».
Судя по отчёту 1856 года в Верхневилюйском улусе жило 9386 якутов (инородцев) и 22 русских. Занимались животноводством: 6302 головы крупного рогатого скота, 4173 лошади, луга составляли 18 800 десятин. Из-за сельскохозяйственных угодий было много судебных разбирательств. Было развито рыболовство как на реке так и на озёрах. С ноября многие охотились на пушного зверя.
В апреле 1867 года улусным центром стало с. Куорамыкы (ныне Верхневилюйск). В начале XX века в улусе было 24 наслега: I Чочу, II Чочу, Харбала́х, Кэнтик, Халбакы, Дюллюкю, Оросу, Туобуйа, Мэйи́к, I Едюгей, II Едюгей, III Едюгей, Нам, I Хоро, II Хоро, I Кю́лэт, II Кю́лэт, Югюлэ́т, I Ботулу, II Ботулу, Оногосчут, Чу́кар, Сургулук.
Гражданская война 1918—1924
В 1918 году на территории Верхневилюйского улуса под руководством Степана Аржакова, Исидора Барахова установилась Советская власть. Но органы советской власти просуществовали недолго, и в августе 1918 года, ввиду угрозы расправы, Аржаков с соратниками уехали в Бодайбо. До декабря 1919 года улусом управляли ставленники Колчаковского правительства. Затем снова власть перешла к большевикам во главе со Степаном Аржаковым. В годах белые отряды под предводительством штабс-капитана Семёна Канина, Конона Никифорова, Фёдора Говорова, Петра Павлова, Еремея Попова вели борьбу против красных отрядов на всей территории бассейна Вилюя. Но больших кровопролитных сражений на территории улуса не было. Во многом в этом заслуга последнего главы Верхневилюйского улуса того периода Потапова Егора (Георгия) Ефимовича, имевшего большой авторитет и удержавшего народ от активного содействия белому движению. Окончательная победа советской власти в улусе установилась после приезда из Якутска 14 июля на пароходе «Диктатор» красного отряда Ивана Строда.

## Население
| 1856    | 1970    | 1979    | 1989    | 2002    | 2007    | 2009    | 2010    | 2011    |
| ------- | ------- | ------- | ------- | ------- | ------- | ------- | ------- | ------- |
| 9408    | ↗16 180 | ↗17 649 | ↗20 626 | ↗21 383 | ↗21 496 | ↘21 142 | ↗21 661 | ↘21 648 |
| 2012    | 2013    | 2014    | 2015    | 2016    | 2017    | 2018    | 2019    | 2020    |
| ↘21 356 | ↘21 136 | ↘20 873 | ↗20 916 | ↘20 886 | ↗20 939 | ↗21 002 | ↘20 952 | ↗21 019 |
| 2021    | 2022    | 2023    |         |         |         |         |         |         |
| ↗21 055 | ↘20 980 | ↘20 889 |         |         |         |         |         |         |

### Национальный состав
| национальность | человек | %     |
| -------------- | ------- | ----- |
| якуты          | 20 855  | 97.53 |
| эвенки         | 243     | 1.4   |
| русские        | 120     | 0.52  |
| эвены          | 54      | 0.25  |
| другие         | 139     | 0.66  |

## Муниципально-территориальное устройство
Верхневилюйский улус, в рамках организации местного самоуправления в муниципальном районе, включает 21 муниципальное образование со статусом сельского поселения (наслег):
| №  | Муниципальное образование | Административный центр | Количество населённых пунктов | Население (чел.) | Площадь (км²) |
| -- | ------------------------- | ---------------------- | ----------------------------- | ---------------- | ------------- |
| 1  | Балаганнахский наслег     | село Балаганнах        | 1                             | ↗300             | 178,50        |
| 2  | Ботулунский наслег        | село Ботулу            | 2                             | ↗840             | 2425,01       |
| 3  | Быраканский наслег        | село Быракан           | 1                             | ↘239             | 320,41        |
| 4  | Верхневилюйский наслег    | село Верхневилюйск     | 1                             | ↗6436            | 6582,38       |
| 5  | Далырский наслег          | село Далыр             | 3                             | ↘978             | 2481,00       |
| 6  | Дюллюкинский наслег       | село Дюллюкю           | 2                             | ↗1204            | 2168,05       |
| 7  | Едюгейский наслег         | село Андреевский       | 2                             | ↗2340            | 2438,04       |
| 8  | Кэнтикский наслег         | село Харыялах          | 1                             | ↗801             | 2316,08       |
| 9  | Кырыкыйский наслег        | село Кырыкый           | 1                             | ↗430             | 1967,63       |
| 10 | Магасский наслег          | село Харбала           | 2                             | ↗468             | 2441,01       |
| 11 | Мэйикский наслег          | село Сайылык           | 2                             | ↘615             | 2098,50       |
| 12 | Намский наслег            | село Хомустах          | 1                             | ↗1320            | 1938,28       |
| 13 | Онхойский наслег          | село Липпе-Атах        | 1                             | ↗637             | 2144,20       |
| 14 | Оргётский наслег          | село Оргёт             | 1                             | ↗517             | 2392,05       |
| 15 | Оросунский наслег         | село Оросу             | 1                             | ↗695             | 1549,04       |
| 16 | Сургулукский наслег       | село Багадя            | 2                             | ↗402             | 2524,15       |
| 17 | Тамалаканский наслег      | село Тамалакан         | 1                             | ↗590             | 796,00        |
| 18 | Туобуйинский наслег       | село Туобуя            | 1                             | ↗346             | 2002,61       |
| 19 | Харбалахский наслег       | село Кюль              | 1                             | ↘588             | 676,89        |
| 20 | Хомустахский наслег       | село Хомустах          | 1                             | ↗220             | 670,41        |
| 21 | Хоринский наслег          | село Хоро              | 1                             | ↘1214            | 1940,01       |

## Населённые пункты
В Верхневилюйском улусе 29 населённых пунктов.
| №  | Населённый пункт | Тип  | Население | Муниципальное образование |
| -- | ---------------- | ---- | --------- | ------------------------- |
| 1  | Андреевский      | село | ↗2507     | Едюгейский наслег         |
| 2  | Багадя           | село | ↘335      | Сургулукский наслег       |
| 3  | Балаганнах       | село | ↗300      | Балаганнахский наслег     |
| 4  | Ботулу           | село | ↘687      | Ботулунский наслег        |
| 5  | Быракан          | село | ↘239      | Быраканский наслег        |
| 6  | Быччагдан        | село | ↘62       | Далырский наслег          |
| 7  | Бютейдях         | село | ↗9        | Дюллюкинский наслег       |
| 8  | Верхневилюйск    | село | ↗6436     | Верхневилюйский наслег    |
| 9  | Далыр            | село | ↘744      | Далырский наслег          |
| 10 | Дюллюкю          | село | ↘1109     | Дюллюкинский наслег       |
| 11 | Кенг-Кюёль       | село | →0        | Сургулукский наслег       |
| 12 | Кётёрдёх         | село | ↘91       | Ботулунский наслег        |
| 13 | Куду             | село | ↘73       | Едюгейский наслег         |
| 14 | Кулусуннах       | село | ↗37       | Далырский наслег          |
| 15 | Кырыкый          | село | ↗430      | Кырыкыйский наслег        |
| 16 | Кюль             | село | ↘588      | Харбалахский наслег       |
| 17 | Липпе-Атах       | село | ↗637      | Онхойский наслег          |
| 18 | Май              | село | ↘52       | Мэйикский наслег          |
| 19 | Оргёт            | село | ↗517      | Оргётский наслег          |
| 20 | Оросу            | село | ↗695      | Оросунский наслег         |
| 21 | Сайылык          | село | ↘544      | Мэйикский наслег          |
| 22 | Тамалакан        | село | ↗590      | Тамалаканский наслег      |
| 23 | Туобуя           | село | ↗346      | Туобуйинский наслег       |
| 24 | Харбала          | село | ↘401      | Магасский наслег          |
| 25 | Харыялах         | село | ↗801      | Кентикский наслег         |
| 26 | Хомустах         | село | ↗1320     | Намский наслег            |
| 27 | Хомустах         | село | ↗220      | Хомустахский наслег       |
| 28 | Хоро             | село | ↘1214     | Хоринский наслег          |
| 29 | Ченгере          | село | →0        | Магасский наслег          |

## Политика
Многие выходцы из улуса стали видными общественно-политическими деятелями. Например, первый секретарь Якутского обкома КПСС Юрий Прокопьев, Исидор Барахов, стоявший у истоков государственности Якутии, ныне здравствующий Федот Тумусов, руководитель якутского регионального отделения политической партии «Справедливая Россия», а также Ил Дархан Республики Саха (Якутия) Айсен Николаев.

## Экономика
Сельское хозяйство
Основу экономики составляет сельское хозяйство. Главная отрасль — животноводство (мясо-молочное скотоводство, мясное табунное коневодство), пушное звероводство; возделываются зерновые культуры, картофель, овощи. Земли сельскохозяйственного назначения составляют 69,3 тыс. га.
Промышленность
Промышленные производства: лесное хозяйство и деревообработка, охотничий и рыбный промысел, транспортные хозяйства.
Транспорт и связь
Автомобильный и речной транспорт, авиапорт, телеграф, телефон, интернет, с 2005 года газопровод. По территории улуса проходит автомобильная трасса соединяющая главные города республики Якутск и Мирный. Действует паромная (июнь — октябрь), ледовая (декабрь — апрель) переправа через Вилюй.

## Образование
Несмотря на относительно малые размеры район является одним из основных «поставщиков» интеллектуальной элиты республики. Не умаляя достоинств других учебных заведений улуса, отметим, что основной кузницей кадров является республиканская гимназия имени народного учителя СССР М. А. Алексеева, основоположника физико-математического движения в Якутии.
Выпускники школы сейчас работают не только по всей Якутии и России, но также и во многих странах Европы и Америки.

## Культура
Оркестр национальных инструментов под руководством Николая Хобуса́рова.
Верхневилюйский улус известен своими хапсагаистами.
В улусе родились певица, народная артистка СССР (1988) Анегина Ильина (р.1943), народные писатели Якутии Петр Тобуро́ков и Семён Ру́фов, была организована рок-группа «Чолбон».

## Известные люди
- Золотарёв, Николай Гаврилович (1908, Верхневилюйский улус —1995) — якутский писатель, более известный под псевдонимом Николай Якутский.
- Ильина-Дмитриева, Анегина Егоровна (род. 1943, Верхневилюйский улус) — оперная и камерная певица, народная артистка СССР (1988).
- Миронов Алексей Афанасьевич (1912—1945) — участник Великой Отечественной войны, снайпер, Герой Советского Союза.
- Васильев Степан Иннокентьевич (1925—1960) — Герой Социалистического труда.
- Саввинов Афанасий Николаевич (1890—1964) — Герой Социалистического труда.
- Алексеев Михаил Андреевич (1917—1995) — основоположник первого физико-математического движения в Якутии, первый Народный учитель СССР (1982).
- Тобуроков Петр Николаевич (1917—2001) — якутский писатель, народный поэт Якутии.
- Угаров Гаврил Спиридонович (1940) — доктор биологических наук, создатель уникальной шкалы Угарова, якутский поэт, писатель.
- Архипов Никита Деевич (1940) — доктор исторических наук, выпускник МГУ им. М. В. Ломоносова, первый археолог из народа саха.
- Потапов Виктор Филиппович (1950) — первый Народный учитель Российской Федерации, ученик Народного учителя СССР М. А. Алексеева, учитель Республиканского Лицея-Интерната.
- Чиряев Константин Спиридонович (1927—1997) — Заслуженный учитель РС(Я), отличник Народного просвещения, академик Академии творческой педагогики России.
- Тумусов Федот Семенович (1955) — депутат Государственный думы, якутский политический деятель, доктор экономических наук.
- Поскачин Владимир Семенович (1961) — глава Верхневилюйского улуса (2007—2022), депутат Государственного Собрания (Ил Тумэн) Республики Саха (Якутия), видный якутский политический деятель.
- Шамаев Иван Иванович (1952) — директор Республиканского лицея-интерната, доктор физико-математических наук, якутский политический деятель.
- Николаев Анатолий Николаевич (1968) — ректор Северо-Восточного федерального университета, доктор биологических наук, профессор.
- Габышева Феодосия Васильевна (1953) — министр образования РС(Я) (2003—2010), заместитель Председателя Правительства РС(Я), депутат Государственного Собрания (Ил Тумэн) РС(Я), доктор педагогических наук.
- Лазарев Айаал Петрович (1986) — якутский борец вольного стиля, чемпион и многократный призер чемпионатов Азии, трехкратный участник Олимпийских Игр (2016, 2020 и 2024).
- Трофимова Сардана Александровна (1988) — якутская легкоатлетка, мастер спорта международного класса, пятикратная чемпионка России марафону, участница Олимпийских Игр 2024.
- Николаев Айсен Сергеевич (1972) — глава Республики Саха (Якутия), Ил Дархан, видный якутский политический деятель.